# Криски
Кри́ски (укр. Криски) — село в Коропском районе Черниговской области Украины. Население — 498 человек (2024). Занимает площадь 6,662 км².
Код КОАТУУ: 7422284001. Почтовый индекс: 16213. Телефонный код: +380 4656.

## Власть
Орган местного самоуправления — Крисковский сельский совет. Почтовый адрес: 16213, Черниговская обл., Коропский р-н, с. Криски, ул. Школьная, 2. Тел.: +380 (4656) 3-41-47; факс: 3-41-68.